# Űrközpont

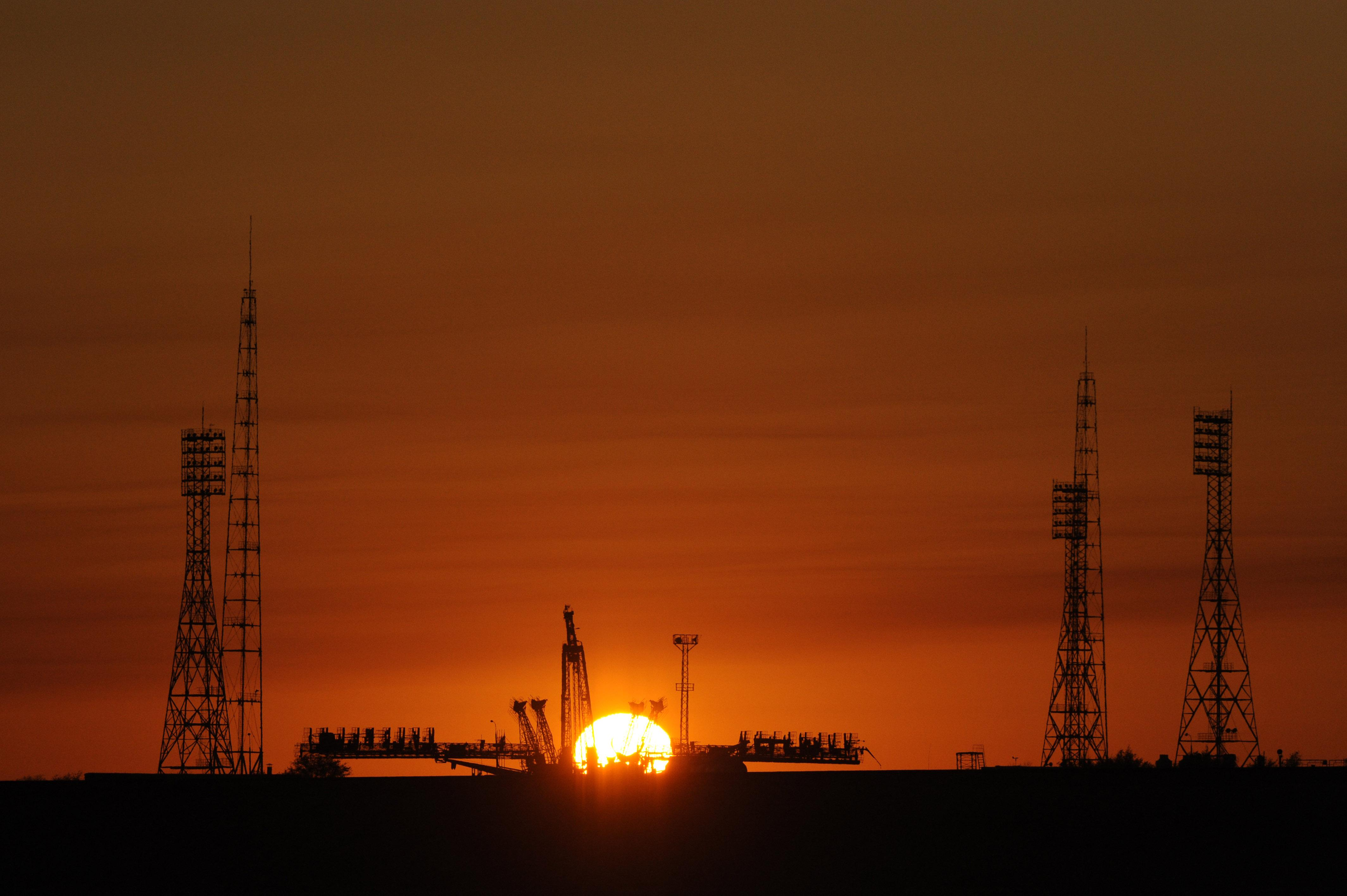
Bajkonuri űrrepülőtér

Az űrkutatással kapcsolatos létesítményeket és indítóhelyeket űrközpontnak nevezzük.
Az űrközpont elnevezés gyakran használt szinonímái az űrkikötő, az űrrepülőtér és a kozmodrom.

## Fontosabb indítóhelyek a világban
(hely, működtető ország)

### Észak-Amerika
- Cape Canaveral (Florida, USA)
- Kennedy Űrközpont (Florida, USA)
- Vandenberg (Kalifornia, USA)
- Kodiak Indítókomplexum (Alaszka, USA)

### Dél-Amerika
- Guyana Űrközpont (Centre Spatial Guyanais), (Kourou Francia Guyana, Európa)
- Alcântara Indítóközpont (Alcântara, Maranhão, Brazília)

### Ázsia
- Bajkonuri űrrepülőtér (Töretam, (Oroszország bérli Kazahsztántól),
- Pleszeck űrrepülőtér (Mirnij, Oroszország)
- Vosztocsnij űrrepülőtér (Amuri terület, Oroszország)
- Csiucsüan Űrközpont (Csiucsüan, Kína)
- Tajjüan Űrközpont (Kína)
- Vencsang Indítóállomás (Vencsang, Kína)
- Hszicsang Űrközpont (Hszicsang, Kína)
- Tanegasima Űrközpont (Tanegasima sziget, Japán)
- Ucsinoura Űrközpont (korábban Kagosima Űrközpont) (Kimocuki, Japán)
- Karácsony-szigeti Űrközpont (Karácsony-sziget, Ausztrália/Oroszország)
- Satish Dhawan űrközpont (Sriharikota sziget, India)
- Palmachim (Risón Lecijón, Izrael)

## Ausztrália és Óceánia
- Woomera kilövő állomás  (Woomera, Dél-Ausztrália, Ausztrália)

### Egyéb
- Sea indítóplatform (Csendes-óceán, Oroszország/Ukrajna)